# Спящая красавица (фильм-балет)
«Спя́щая краса́вица» — советский цветной фильм-балет, поставленный на киностудии «Ленфильм» в 1964 году кинорежиссёром Аполлинарием Дудко и режиссёром-балетмейстером Константином Сергеевым. Экранизация одноимённого балета П. И. Чайковского.
Премьера фильма в СССР состоялась 3 августа 1964 года.

## Сюжет
Фильм-балет является экранизацией классического балета на музыку Петра Ильича Чайковского «Спящая красавица» с классической хореографией Мариуса Петипа в хореографической редакции Константина Сергеева (премьера в театре состоялась в 1952 году). Сюжет фильма повторяет сюжет одноимённой сказки Шарля Перро с учётом особенностей балетного либретто. В съёмках фильма-балета участвовали солисты и артисты балетной труппы Ленинградского государственного академического театра оперы и балета имени С. М. Кирова, а также учащиеся Ленинградского хореографического училища имени А. Я. Вагановой. Картина была выпущена на широкий экран 3 августа 1964 года. Французская академия танца отметила этот фильм присуждением премии имени Анны Павловой исполнительнице главной партии Авроры — балерине Алле Сизовой.

## В ролях
- Алла Сизова — Аврора
- Юрий Соловьёв — принц Дезире
- Наталия Дудинская — Фея Зла (Карабос)
- Ирина Баженова — Фея Сирени
- Ольга Заботкина — Королева
- Всеволод Ухов — Король
- Виктор Рязанов — Каталабют, церемонийместер
- Наталия Макарова — принцесса Флорина
- Валерий Панов — Голубая птица
- Эмма Минчёнок — Фея Нежности
- Калерия Федичева — Фея Смелости
- Людмила Ковалёва — Фея Щедрости
- Нина Сахновская — Фея Беззаботности
- Инесса Корнеева — Фея Резвости
- Галина Кекишева — Белая Кошечка
- Олег Кузнецов — Кот в сапогах
- Геннадий Селюцкий — Жених
- Людмила Савельева — нереида[1] (в титрах не указана)
- а также солисты и кордебалет Ленинградского государственного академического театра оперы и балета имени С. М. Кирова и учащиеся Ленинградского хореографического училища им. А. Я. Вагановой

## Музыканты
- Оркестр Ленинградского государственного академического театра оперы и балета имени С. М. Кирова
- Дирижёры — Борис Хайкин, Юрий Гамалей

## Съёмочная группа
- Хореография — Мариуса Петипа, Константина Сергеева
- Сценарий — Константина Сергеева, Иосифа Шапиро
- Режиссёры-постановщики — Аполлинарий Дудко, Константин Сергеев
- Главный оператор — Анатолий Назаров
- Художники — Тамара Васильковская, Всеволод Улитко
- Художник-декоратор — Е. Н. Якуба
- Звукооператор — Александр Беккер
- Режиссёр — А. Соколов
- Ассистенты режиссёра — Н. Окунцева, Людмила Шредерс
- Операторы — Константин Соловьёв, Владимир Ковзель, Александр Чиров
- Комбинированные съёмки:
Оператор — Николай Покопцев
Художник — Михаил Кроткин
- Монтажёр — Изольда Головко
- Художники-гримёры — А. Буфетова, Г. Петров
- Редактор — Исаак Гликман
- Директор картины — Полина Борисова

## Издание на видео
- Неоднократно выпускался на VHS и DVD